# Сеника Нолс (Њујорк)
Сеника Нолс (енгл. Seneca Knolls) насељено је место без административног статуса у америчкој савезној држави Њујорк.

## Демографија
По попису из 2010. године број становника је 2.011, што је 127 (-5,9%) становника мање него 2000. године.
| Група             | 2000.         | 2010.         |
| Белци             | 2.047 (95,7%) | 1.907 (94,8%) |
| Афроамериканци    | 28 (1,3%)     | 21 (1,0%)     |
| Азијати           | 4 (0,2%)      | 4 (0,2%)      |
| Хиспаноамериканци | 12 (0,6%)     | 33 (1,6%)     |
| Укупно            | 2.138         | 2.011         |